# Montagna in Valtellina
Montagna in Valtellina är en ort och kommun i provinsen Sondrio i regionen Lombardiet i Italien. Kommunen hade 2 996 invånare (2018).